# دائرة بوعنداس
دائرة بوعنداس تقع في أقصى شمال ولاية سطيف على ارتفاع 900 و1200 متر على سطح البحر، تبعد عن مدينة الجزائر العاصمة بـ 264 كلم، وتتوسط 09 بلديات ، وتقع على محور الطريق الوطني رقم 75 الرابط بين ولاية تيزي وزو وباتنة الذي ينتظر ازدياد حركية نشاطه بعد أشغال إصلاحه وتمديده إلى الجزائر العاصمة مرورا تيزي وزو قصد ربط كافة المناطق الجبلية الشمالية اقتصاديا، كما تتربع البلدية الأم على مساحة إجمالية تقدر بـ 70 كلم مربع بعدد سكان يبلغ 36.000 نسمة وبكثافة سكانية تقدر بـ 428 نسمة في الكلم المربع الواحد ويمتاز الموقع الجغرافي لبوعنداس بقربه من المنشآت الكبرى كالمطار الدولي عين أرنات وميناء و مطار بجاية و الطريق السيار بأميزور والمركب المعدني حمام قرقور الذي يعتبر قطبا سياحيا واستشفائيا هاما في الولاية ككل و بهذا تكون دائرة بوعنداس قد تبوأت مكانا استراتيجيا هاما في ولاية سطيف.
يعتبر سكان البلدية قبايل (أمازيغ) ككل شمال سطيف اللذي كان تابع للمنطقة الثالثة في الثورة التحريرية..وساهموا بشكل مباشر في تحقيق نجاح كبير في مجاراة الإستعمار 

## التقسيم الإداري
تضم الدائرة حسب التقسيم الإداري لسنة 1984 أربع بلديات هي :
- بوعنداس
- آيت نوال مزادة
- آيت تيزي
- بوسلام